# Kyllburgweiler

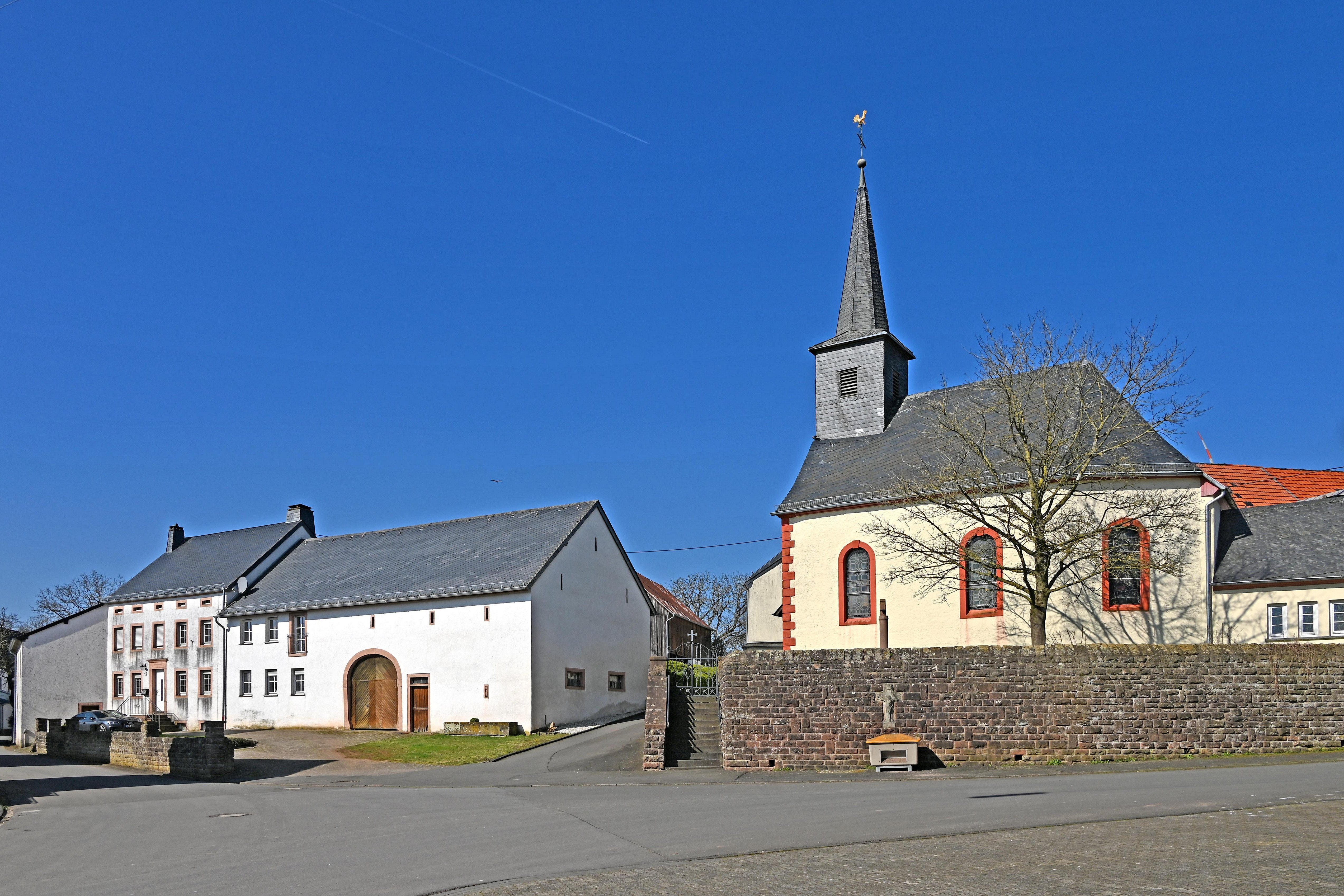
Kyllburgweiler, Ortskern mit Filialkirche St. Wendelin

Kyllburgweiler [ˈkɪl-] ist eine Ortsgemeinde im Eifelkreis Bitburg-Prüm in Rheinland-Pfalz. Sie gehört der Verbandsgemeinde Bitburger Land an.

## Geographie
Kyllburgweiler liegt in der Eifel auf der Gindorfer Hochfläche, die Teil des Gutlandes ist. Zu Kyllburgweiler gehört auch der Wohnplatz Landmauerhof.
Nachbarorte sind Steinborn im Norden, Seinsfeld im Osten, Orsfeld im Süden, Kyllburg im Südwesten und Sankt Thomas im Nordwesten.

## Geschichte
Eine frühe Besiedelung des Areals konnte durch den Fund römischer Brandgräber nachgewiesen werden. Sowohl nord- als auch südwestlich des Ortes wurden einzelne Gräber ausgegraben. Sie stammen aus dem 1. und 2. Jahrhundert n. Chr. und enthielten vor allem Keramik sowie drei Münzen des Tiberius.
Auf dem Höhenrücken Hasberg, dicht südwestlich der Straße von Kyllburgweiler nach Sankt Thomas, wurde 1886 der noch 32 cm hoch erhaltene Torso einer Diana-Statuette (3. Jahrhundert n. Chr.) aus rotem Sandstein gefunden. Auf Veranlassung Hettners wurde eine kleine Ausgrabung durchgeführt, die einen quadratischen Grundriss von 6 m Seitenlänge und weitere Mauerzüge, wahrscheinlich eines Umganges, sowie Münzfunde (Domitian bis Theodosius) erbrachte. Es handelt sich somit sehr wahrscheinlich um einen relativ kleinen gallo-römischen Umgangstempel des späten 1. bis späten 4. Jahrhunderts n. Chr.
Kyllburgweiler wurde erstmals 1224 als Wilre (lat.: villaris = zu einem Landgut gehörend) erwähnt und geht wohl auf eine frühe Besiedlung in Römerzeit zurück. Entsprechende Funde unterstützen diese Vermutung. Bis Ende des 18. Jahrhunderts war das Zisterzienserinnenkloster St. Thomas Grundherr in Kyllburgweiler. Die Landesherrschaft lag bei Kurtrier. Das Dorf war dem kurtrierischen Amt Kyllburg zugeordnet. 1569 errichteten die Bewohner von Kyllburgweiler aus eigenen Mitteln eine Kapelle.
Die Inbesitznahme des Linken Rheinufers durch französische Revolutionstruppen im Jahr 1794 beendete die alte Ordnung. Der Ort wurde von 1798 bis 1814 Teil der Französischen Republik (bis 1804) und anschließend des Französischen Kaiserreichs, zugeordnet der Mairie Kyllburg des Arrondissements Prüm im Saardepartement. Nach der Niederlage Napoleons kam Kyllburgweiler aufgrund der 1815 auf dem Wiener Kongress getroffenen Vereinbarungen zum Königreich Preußen. Der Ort gehörte zur Bürgermeisterei (später Amt) Kyllburg im Kreis Bitburg des Regierungsbezirks Trier, der 1822 Teil der neu gebildeten Rheinprovinz wurde.
Als Folge des Ersten Weltkriegs war die gesamte Region dem französischen Abschnitt der Alliierten Rheinlandbesetzung zugeordnet. Nach dem Zweiten Weltkrieg wurde Kyllburgweiler innerhalb der französischen Besatzungszone Teil des damals neu gebildeten Landes Rheinland-Pfalz.
Im Zuge der rheinland-pfälzischen Kommunalreform wurde 1970 der Landkreis Bitburg-Prüm gebildet. Im gleichen Jahr wurde das bis zu diesem Zeitpunkt bestehende Amt Kyllburg mit Teilen weiterer Ämter zur Verbandsgemeinde Kyllburg zusammengeschlossen, die wiederum zum 1. Juli 2014 in die Verbandsgemeinde Bitburger Land aufging.
Bevölkerungsentwicklung
Die Entwicklung der Einwohnerzahl der Gemeinde Kyllburgweiler, die Werte von 1871 bis 1987 beruhen auf Volkszählungen:
| Jahr | Einwohner |
| ---- | --------- |
| 1815 | 147       |
| 1835 | 151       |
| 1871 | 177       |
| 1905 | 189       |
| 1939 | 196       |
| 1950 | 228       |
| 1961 | 174       |

| Jahr | Einwohner |
| ---- | --------- |
| 1970 | 157       |
| 1987 | 105       |
| 1997 | 126       |
| 2005 | 124       |
| 2011 | 105       |
| 2017 | 111       |

## Politik

### Gemeinderat
Der Gemeinderat in Kyllburgweiler besteht aus sechs Ratsmitgliedern, die bei der Kommunalwahl am 9. Juni 2024 in einer Mehrheitswahl gewählt wurden, und der ehrenamtlichen Ortsbürgermeisterin als Vorsitzender.

### Bürgermeister
Christiane Schwinnen wurde am 20. August 2019 Ortsbürgermeisterin von Kyllburgweiler. Da bei der Direktwahl am 26. Mai 2019 kein gültiger Wahlvorschlag eingereicht wurde, oblag die Neuwahl gemäß rheinland-pfälzischer Gemeindeordnung dem Rat, der sich für Schwinnen entschied. Auch bei der Direktwahl am 9. Juni 2024 wurde kein Wahlvorschlag eingereicht. Christiane Schwinnen wurde auf der konstituierenden Sitzung am 4. September 2024 für weitere fünf Jahre in ihrem Amt bestätigt.
Ihr Vorgänger als Ortsbürgermeister war Johannes Stolz.

### Wappen
| Wappen von Kyllburgweiler | Blasonierung: „Unter silbernem Schildhaupt, darin ein blaues Schwert mit goldenem Griff, in Schwarz ein schrägrechter, rot-weiß geschachteter Balken.“ |
| Wappen von Kyllburgweiler | Wappenbegründung: Als Hinweis auf die Herrschaft des Zisterzienserinnenklosters St. Thomas ist der rot-weiße Balken zu verstehen. Die alte Kapelle in Kyllburgweiler führte auf das frühere Patrozinium der Hl. Lucia zurück, deren Attribut das Schwert ist. |

## Sehenswürdigkeiten
- Verschiedene Wege- und Bußkreuze, das älteste von 1634, finden sich in der Gemarkung Kyllburgweiler.
- Die Kapelle St. Wendelinus, auf das 16. Jahrhundert zurückgehend, befindet sich bis heute im Eigentum der Ortsgemeinde.

St. Wendelin (Kyllburgweiler)
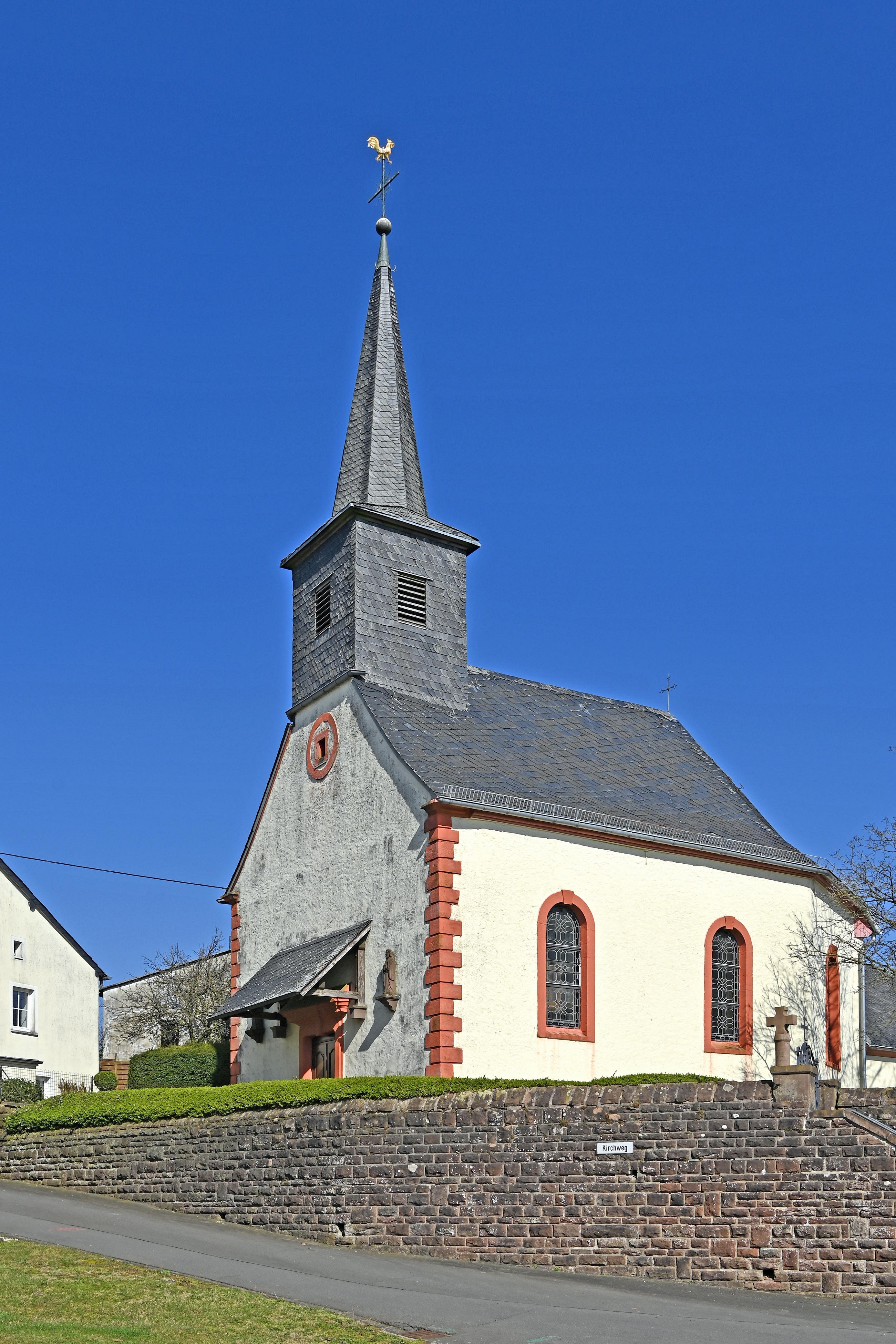
St. Wendelin
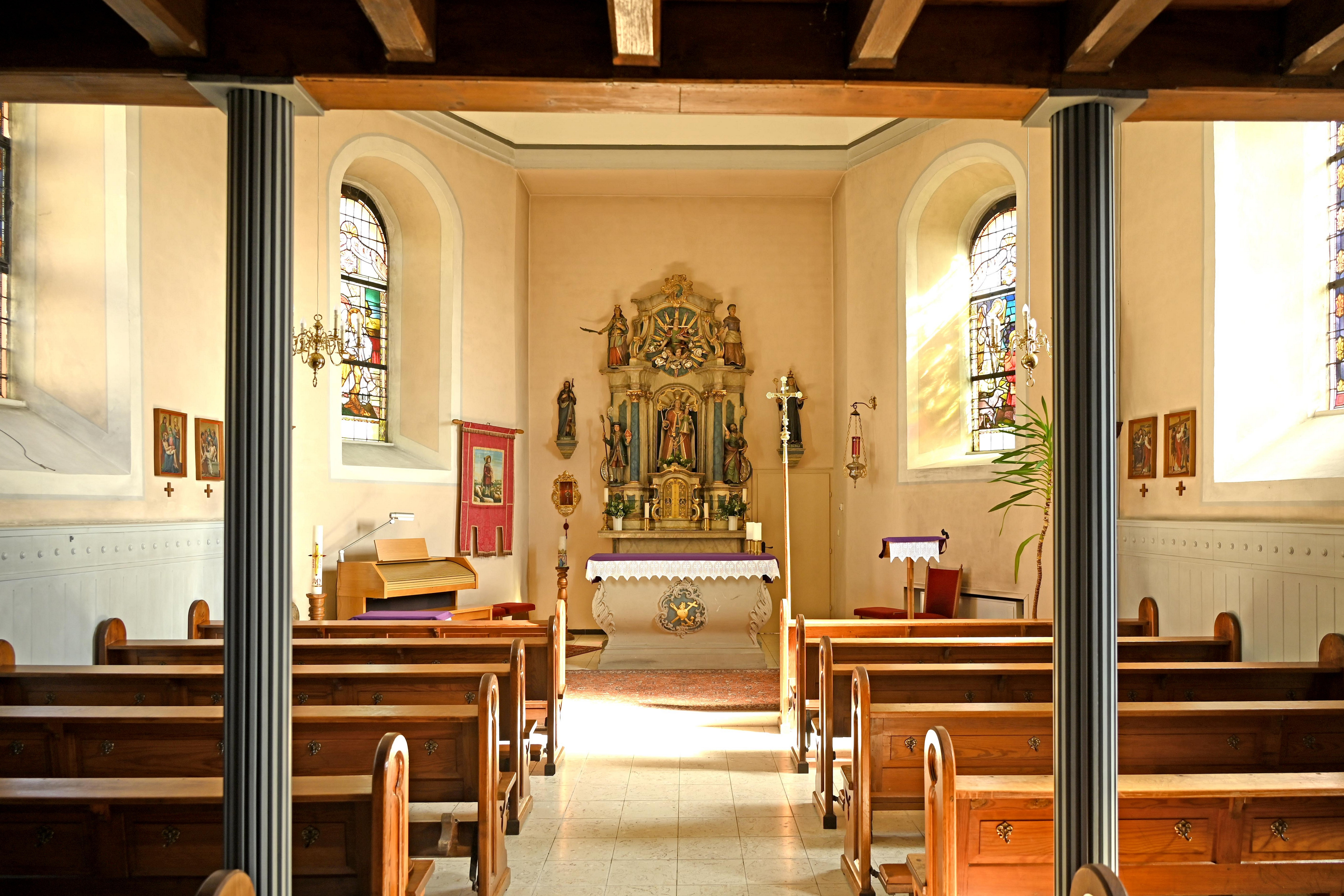
Innenraum
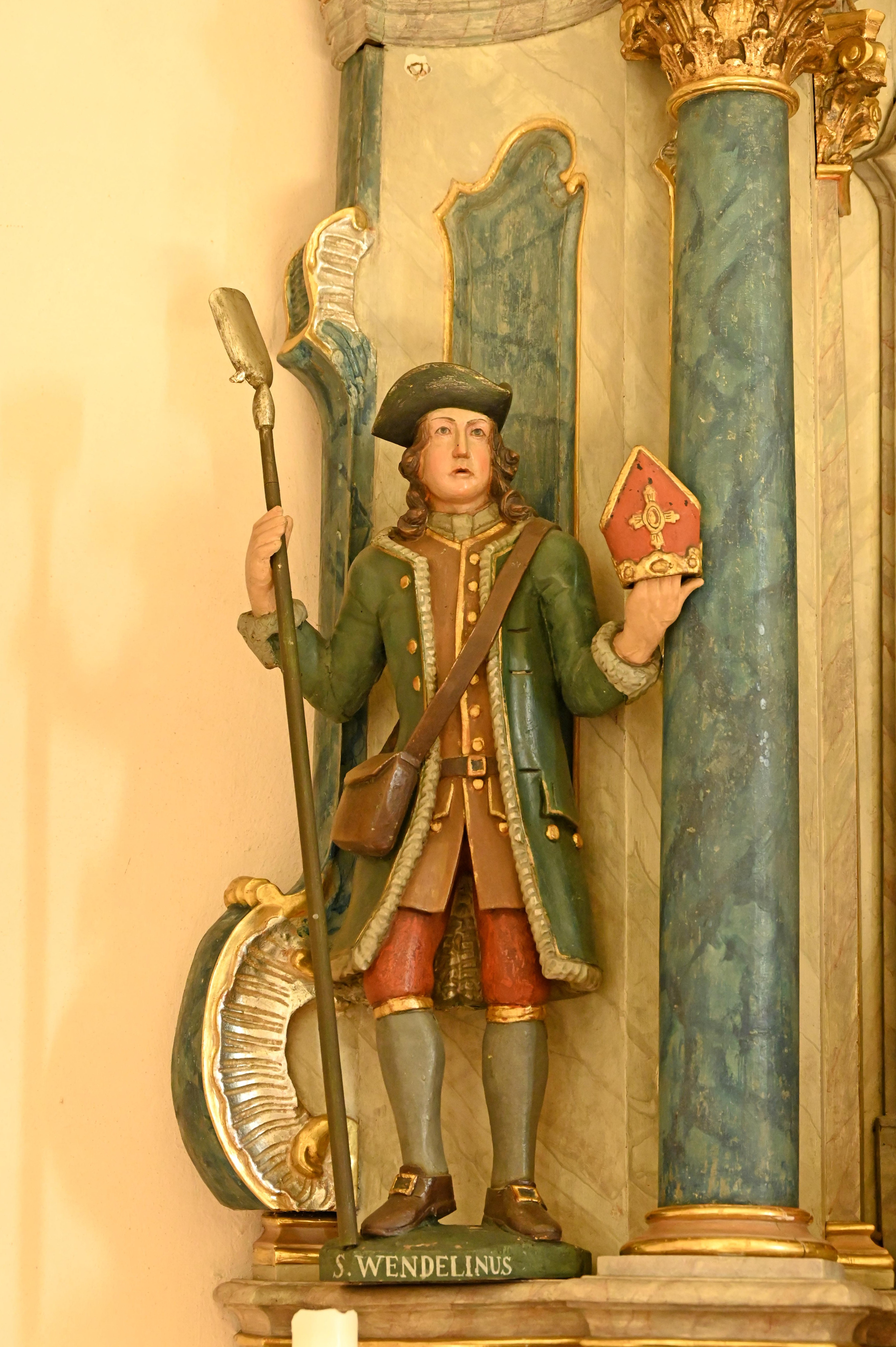
Wendelin-Statue
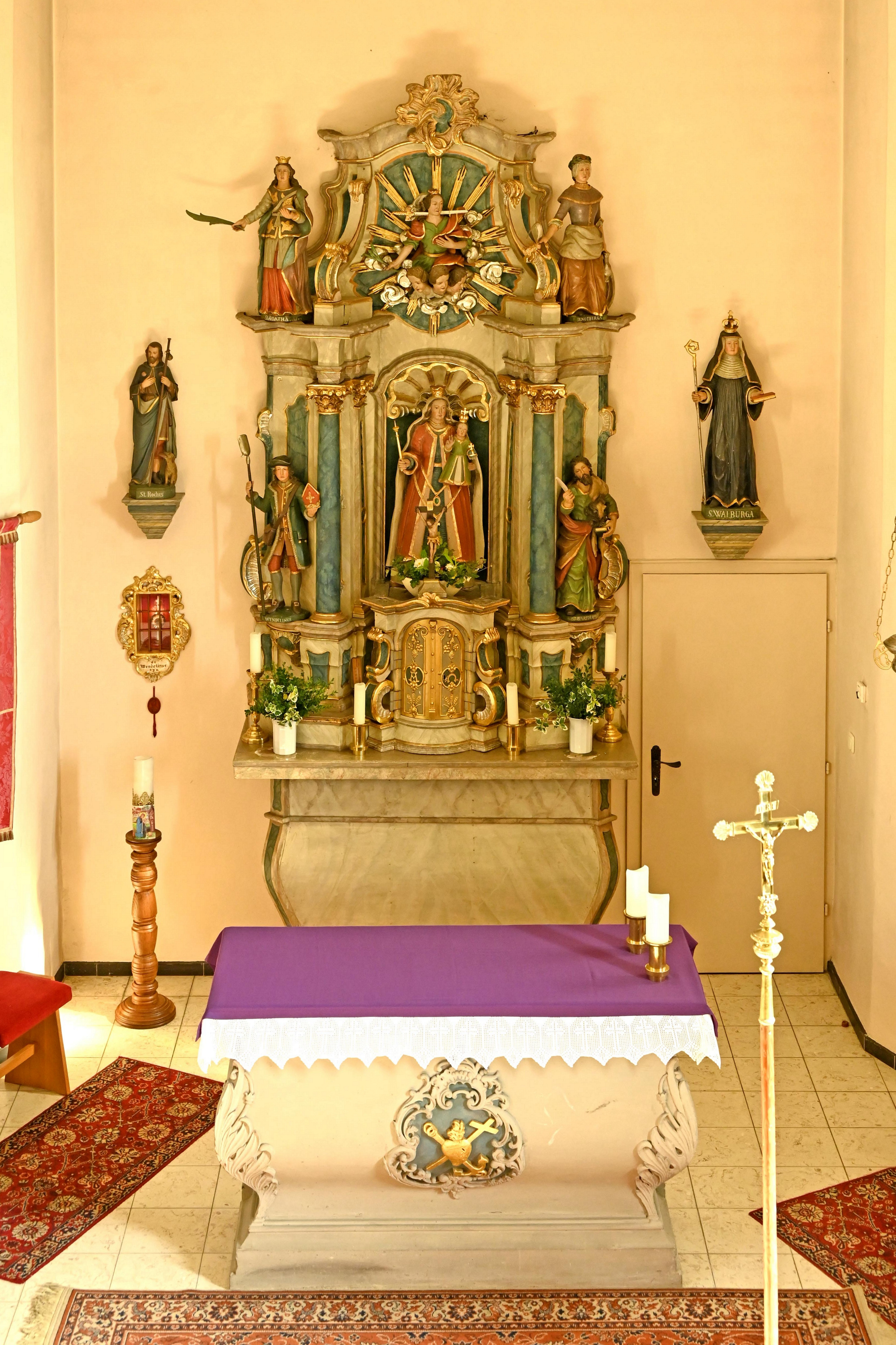
Hochaltar
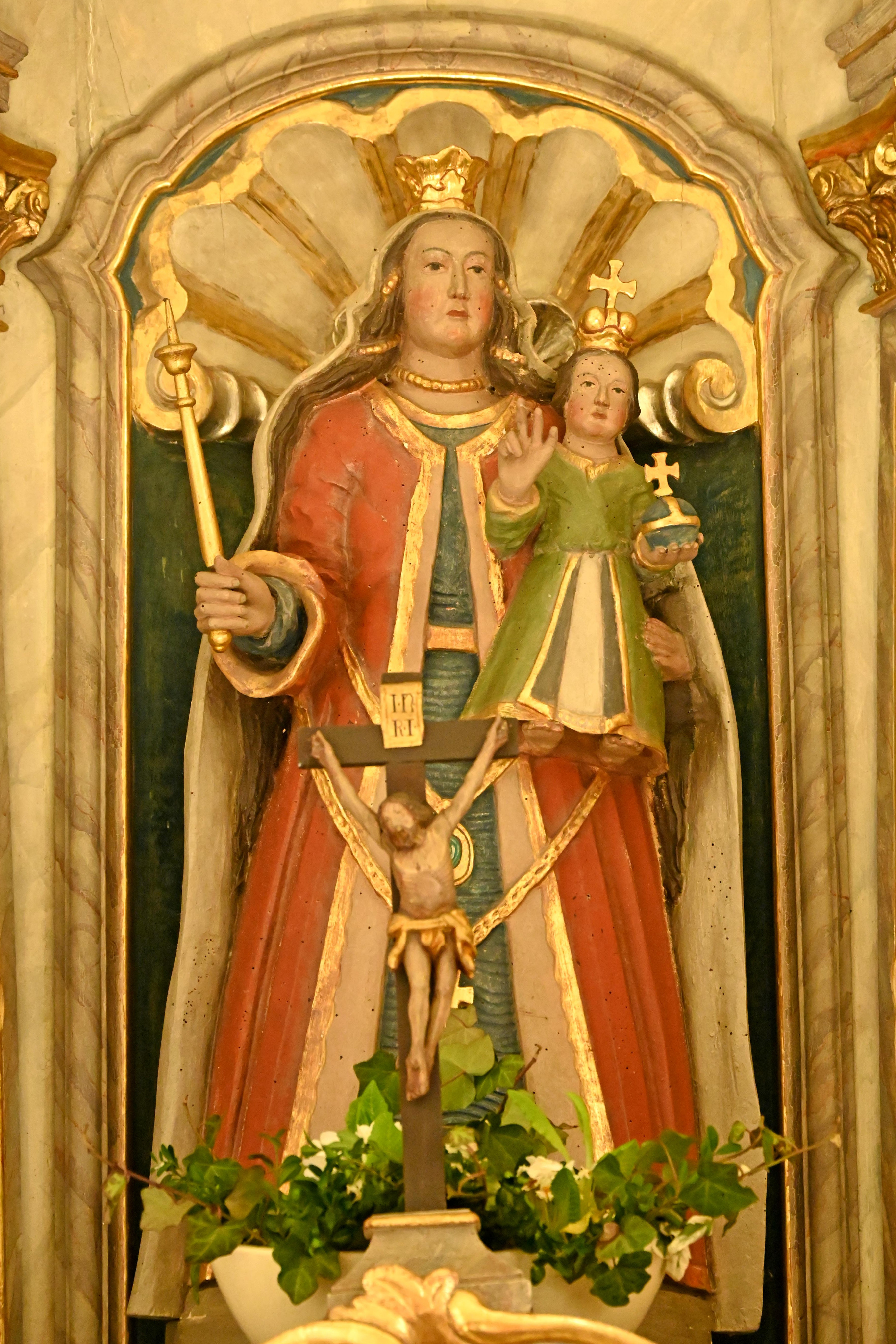
Marienstatue
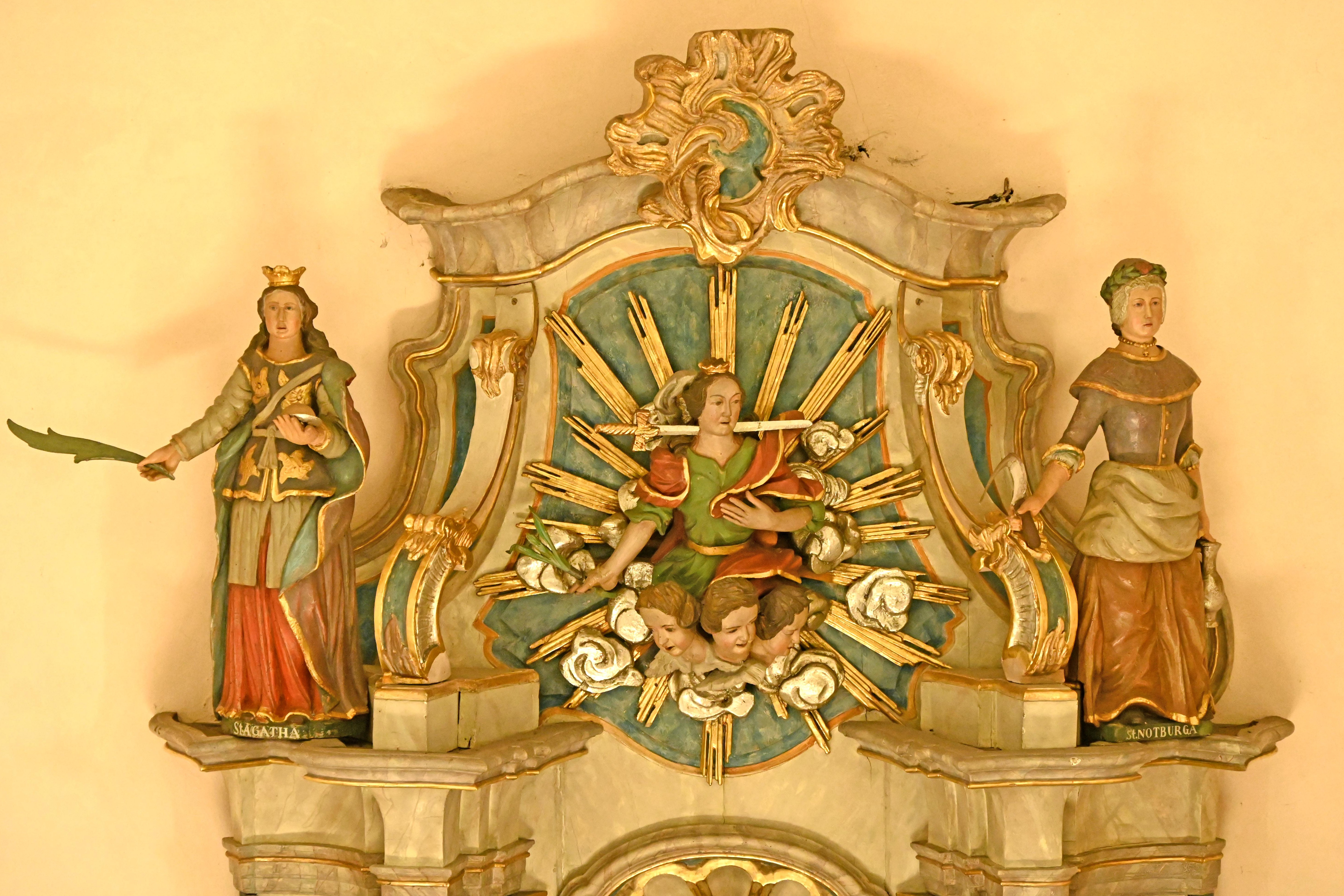
Altardetail
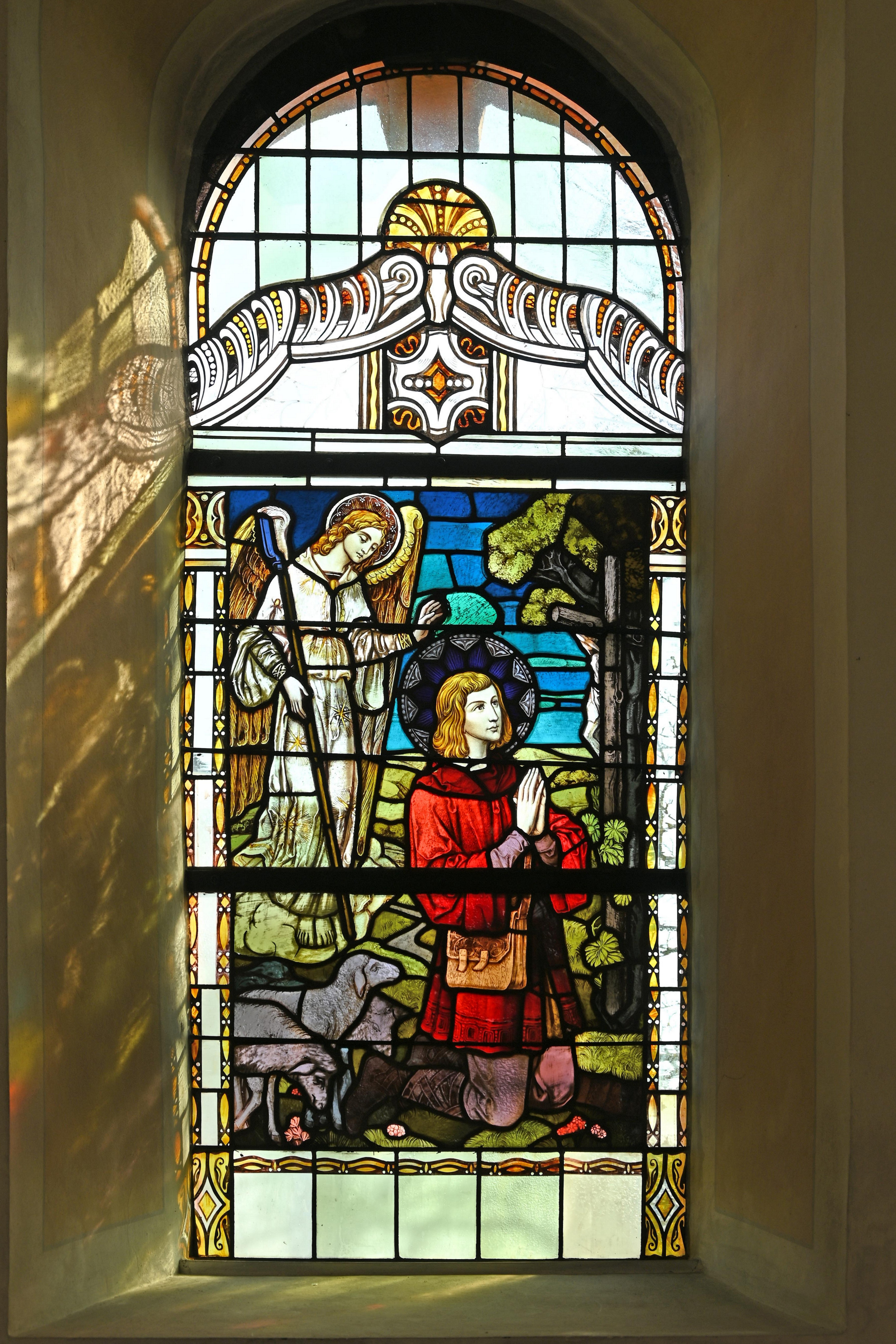
Fenster
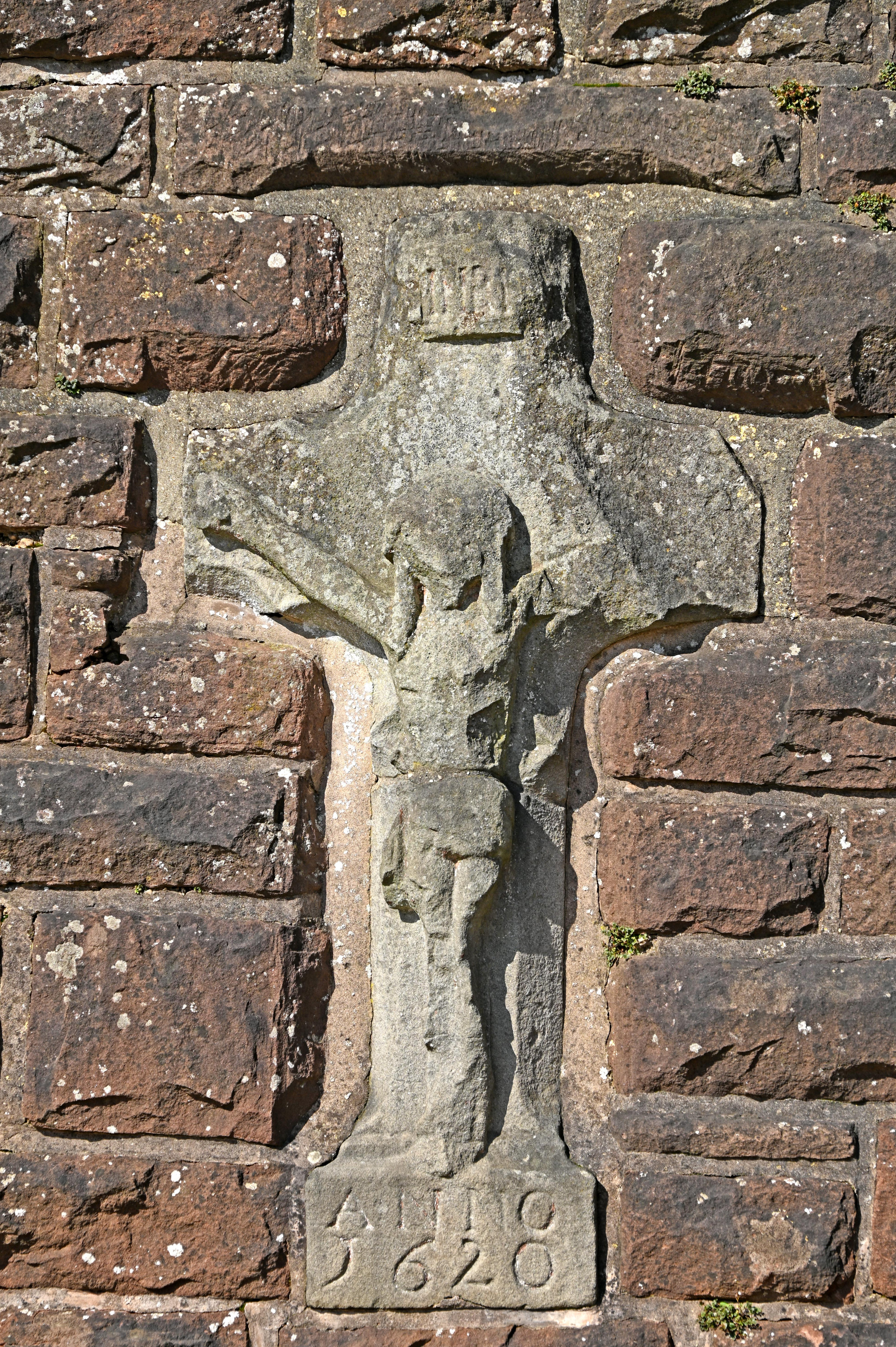
Kreuz (1620)

## Wirtschaft und Infrastruktur
Die Gemeinde liegt an der Kreisstraße K 85. Östlich der Ortschaft verläuft die Bundesstraße 257, über die sich die Anschlussstelle Badem der Bundesautobahn 60 erreichen lässt.